# BRICSケーブル
BRICSケーブル（英: BRICS Cable）は、BRICSの5か国（ブラジル、ロシア、インド、中国、南アフリカ）によって2012年に計画された光ファイバー海底ケーブルシステム。このプロジェクトの目的は「世界の南半球に帯域幅を提供し、発展途上国の通信がすべて西側諸国の手に渡らないようにする」こと。しかし、このプロジェクトは2015年に廃止された。

## 計画
BRICSケーブルは、ブラジル、ロシア、インド、中国、南アフリカ、シンガポール、モーリシャスの港を介した、アメリカとNSAのスパイ活動を回避することを目的としていた。ケーブル着陸地点はフォルタレザ（ブラジル）、ケープタウン（南アフリカ）、モーリシャス、チェンナイ（インド）、シンガポール、汕頭（中国）、ウラジオストク（ロシア）であった。ケーブルの長さは約34,000kmで、12.8Tbit/sの容量を持つ2ファイバーペアを含むように計画されていた。アフリカの西海岸にあるWACSケーブルと、アフリカ大陸の東海岸にあるEASSyおよびSEACOMケーブルと相互接続していたとみられる。